# Дерматология
Дерматологията е този дял от медицината, който се занимава с проблемите по кожата . Дерматологията се занимава с откриването и лечението на всички типове проблеми и заболявания на епидермиса. Специалността може да има медицински и дори хирургически аспекти (в някои случаи това може да е естетичната хирургия). Дерматологът лекува дерматологични заболявания като повърхностни алергии, проявяващи се по епидермиса, по-тежки проблеми като екземи. Козметичната дерматология се занимава с нейните козметични аспекти [необходимо е уточнение]. Провежда диагностика и лечение на кожни инфекции - бактериални, гъбични, вирусни. Прави оглед със светлина, микроскопски препарати, микробиологични и микологични посявки на специални среди.

## Етимология
Названието произхожда от гръцкото δέρματος (dermatos), генитив δέρμα дерма (кожа) , а новолатинският термин dermatologia се появява в началото на 17 век.

## Подспециалности
- Козметична дерматология (фитотерапия)
- Имунодерматология (виж имунология)

## Медицинска терапия
- Виж Алергология
- Естетична хирургия

## Медицинско лечение

### Имунология
Имунологията има превантивно действие за превантивно лечение.

### Ревматология
Някои ревматологични заболявания при тяхни много остри прояви могат да имат силно изразени дерматологични проблеми, поради злоупотреба например с някои технологични уреди, при което ревматологичната реакция предизвиква и поява на екземи по кожата.

### Историческа дерматология
- История на козметичната дерматология и козметиката, например в Египет
- Дерматология на опасни заболявания резултиращи от тежки или лоши условия на habitat

### Опасни заболявания с кожни прояви

##### Венерология
Кожновенерическите заболявания са част от венерологията, дори и да имат слаби дерматологични прояви, особено в началните стадии.
При дерматологични проблеми като тежки екземи или дори кожновенерически заболявания може да се използва
- Систематично лечение с антибиотици

Опасни кожни състояния, особено във венерологията
- Дерматопатология

## Дерматологията в България

### Медицинска дерматология
Дерматологията, като отделна медицинска наука, има свой институт към бившата Медицинска академия. 
Дерматологията в България има големи традиции и постижения. Най-изявените български дерматолози са: проф. Богомил Берон, проф. Любен Попов, проф. Петър Попхристов, проф. Петър Михайлов, проф. Асен Дурмишев, проф. Никола Ботев, проф. Николай Цанков, проф. Белизар Баждеков, проф. Сладина Георгиева, проф. Невена Берова, проф. Златко Пенев, проф. Димитър Дограмаджиев, Д-р Каляшева.

### Болници
Алергологичните проблеми като обект на дерматологията се лекуват в Клиниката по алергология в София. 